# Porto Rico nos Jogos Olímpicos de Inverno de 1994
Porto Rico competiu nos Jogos Olímpicos de Inverno de 1994, realizados em Lillehammer, Noruega.